# Temps X
Temps X est une émission de télévision française, diffusée du 6 avril 1979, au 27 juin 1987 sur l’antenne de TF1.
Présentée par le duo Igor et Grichka Bogdanoff et divers chroniqueurs, l'émission avait pour objet la vulgarisation scientifique et diffusait également des séries télévisées de fantastique et de science-fiction.
C'est l'une des premières émissions de la télévision française traitant, et légitimant, le phénomène alors naissant de la pop culture issue de la culture de masse américaine au niveau mondial.

## Principe de l'émission
Temps X est créé par Jacques Mousseau, nouveau directeur des programmes pour la jeunesse. L'émission mêle science, science-fiction et culture populaire, présentant des dossiers sur les thèmes classiques du genre (univers parallèle, voyage dans le temps ou interstellaire, robots et clones, etc.) et informant sur les avancées technologiques et scientifiques de l'époque par des dossiers, interviews ou reportages. L'émission devient populaire au fil des années.
Les présentateurs, les frères Bogdanoff y sont mis en scène habillés de combinaisons futuristes (conçues par Thierry Mugler) et évoluant dans un décor de vaisseau spatial (Franck Dubosc en est un des pilotes). C'est le premier magazine télévisé de science-fiction en France.
L'équipe de l'émission, outre les frères Bogdanoff, est constituée de Frédéric Lepage pour les rubriques scientifiques, Alain Carrazé et François Jouniaux pour les rubriques sur les séries télévisées et le cinéma, Michel Asso pour la musique, Francis Rousseau pour la bande dessinée et Chantal de Farcy pour le lien avec les téléspectateurs.

## Évolution de l'émission
L'émission s'arrête un temps le 2 janvier 1982, remplacée pendant un an par un autre magazine mensuel, 2002 l'Odyssée du futur produit par la même équipe. Puis Temps X reprend et devient hebdomadaire, du 26 avril 1983 au 26 juin 1987. Le magazine dure 60 minutes, proposant une semaine sur deux des reportages, et l'autre semaine une série de science-fiction pour en réduire le coût.
C'est grâce à cette nouvelle formule que les téléspectateurs découvriront des séries télévisées fantastiques et de science-fiction, qui seront toutes des rediffusions, le budget de l'émission interdisant aux producteurs d'acquérir des programmes inédits. Sont également proposés des centaines d'extraits de films de science-fiction.

## Séries diffusées par Temps X

### Le Prisonnier
Rediffusion de 13 épisodes, et diffusion de l'avant-dernier (resté inédit), du 3 mai 1983 à mars 1984.

### La Quatrième Dimension
En 1965, les téléspectateurs français découvrent 12 épisodes de La Quatrième Dimension, de février à septembre. À partir du 28 mars 1984, la série rediffusée par Temps X,  en remplacement du Prisonnier. TF1 acquiert 66 épisodes.
Ainsi que:
- Au-delà du réel
- Cosmos 1999
- Astrolab 22
- Galactica[17]
- UFO, alerte dans l'espace[18].

## Quelques invités et sujets
- 1981 : interview d'Albert Slosman, à propos de Nostradamus[19].
- 1983 : reportage dans les locaux d'Industrial Light & Magic à San Francisco au sujet du film Le Retour du Jedi (1983)[4].
- 1984 : visite des locaux de l'éditeur Marvel Comics à New York avec notamment l’interview du dessinateur John Byrne, et des interviews de Stan Lee et Jack Kirby réalisées à Los Angeles[4].
- 1984 : interview de Leonard Nimoy / M. Spock à Paris, pour la sortie de Star Trek, le film (1979), le premier film adapté de la série télévisée Star Trek[4].
- 1985 : reportage chez l'éditeur DC Comics à Los Angeles, avec notamment des interviews de Len Wein, Marv Wolfman et Frank Miller[4].

## Accueil
Selon le journaliste Jérôme Wybon, co-auteur avec le dessinateur Jean-Marc Lainé de l’ouvrage de référence Nos années Temps X (2015, Huginn & Muninn) : « Temps X a été la pierre angulaire de la légitimation de la pop culture en France ».
Il ajoute : « En plus de ces images inédites, les Bogdanoff furent les premiers à recevoir des artistes de BD comme Philippe Druillet, Jean-Claude Mézières, Bilal ou Mœbius, des gens qui n’ont alors pas vraiment droit de cité à la télé française. Pareil pour les géants des effets spéciaux, au travail desquels sont consacrés de longs sujets. Le premier portrait de Ray Harryhausen en France, c’est dans Temps X en 1980, à l’occasion du Choc des Titans — et il était alors en fin de carrière !. [...] L’émission a créé un ton nouveau et réalisé un vrai hold-up, dans un contexte de mépris toujours fort, à l’époque en France, pour toute cette culture essentiellement venue des États-Unis ».